# Hartheu-Spanner

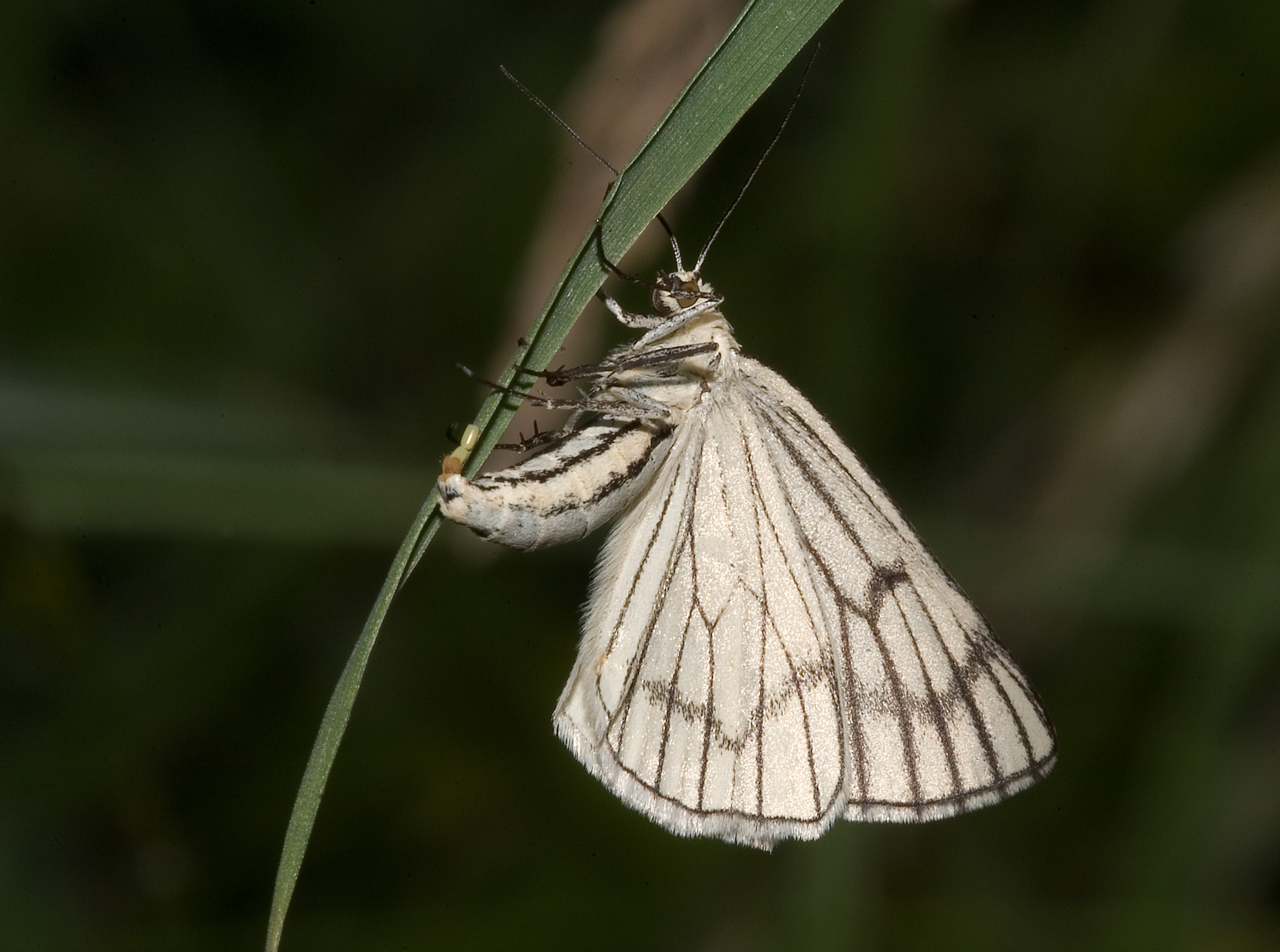
Weibchen bei der Eiablage

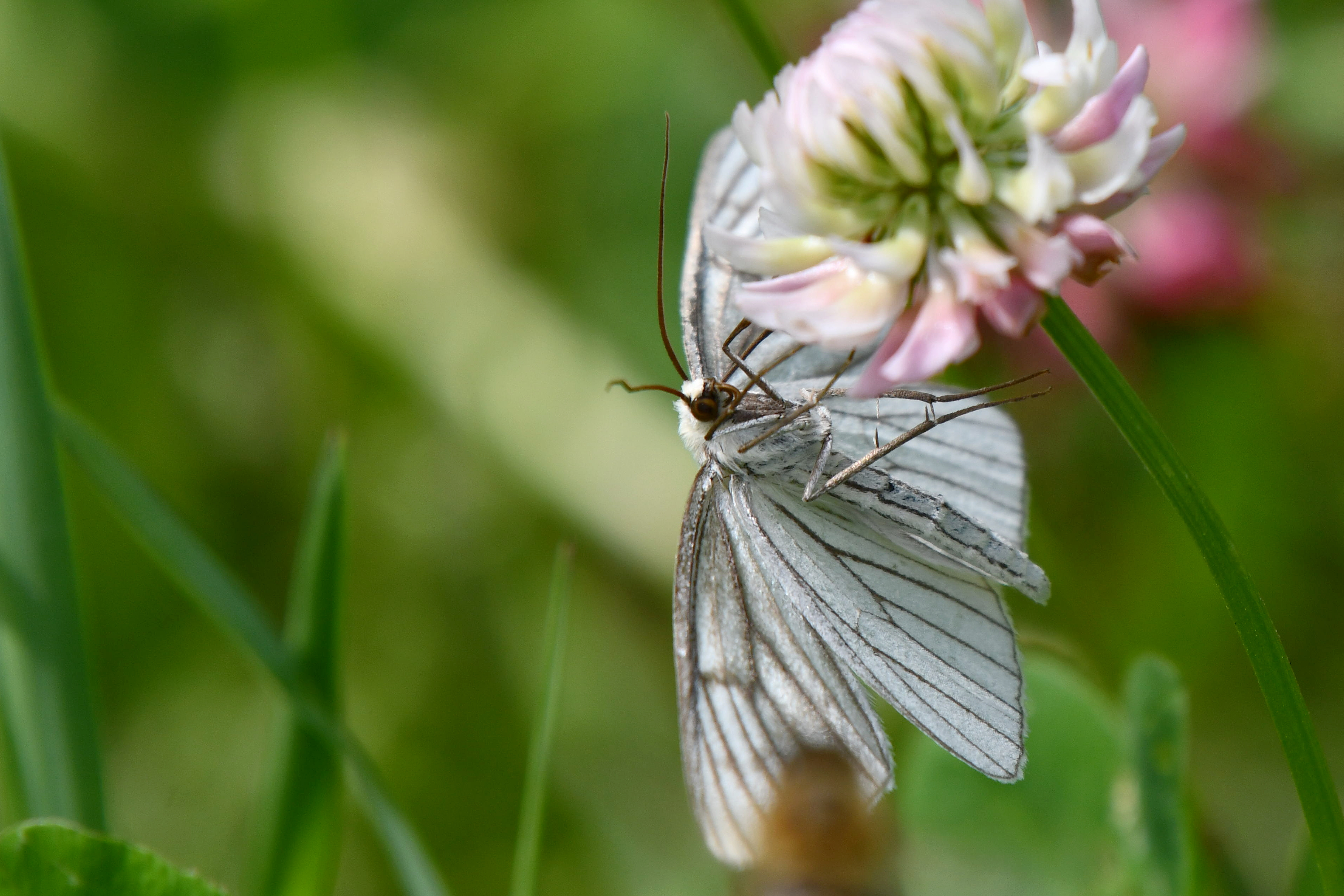
In der Ansicht von unten

Der Hartheu-Spanner (Siona lineata), auch Schwarzaderspanner, ist ein Schmetterling (Nachtfalter) aus der Familie der Spanner (Geometridae).

## Merkmale
Der Hartheu-Spanner erreicht eine Größe von etwa 35 bis 45 Millimetern. Die Art ist tagaktiv und für einen Vertreter aus der Familie der Spanner relativ groß, wodurch sie bei flüchtiger Betrachtung für einen Weißling gehalten werden kann. Ein sicheres Unterscheidungsmerkmal sind die fadenförmigen Fühler des Hartheu-Spanners, die bei Tagfaltern keulenförmig ausgebildet sind. Auch im Flugverhalten unterscheidet er sich von den Weißlingen. Die Tiere ruhen in der niederen Vegetation und fliegen nur wenige Meter, wenn sie aufgescheucht werden. Von ähnlichen Spannern unterscheidet er sich durch eine kontrastreiche dunkle Aderung der Flügel.

## Flugzeiten
Der Hartheu-Spanner fliegt in einer Generation von Mai bis Juli.

## Vorkommen
Der Hartheu-Spanner ist auf Magerrasen mit trockenen Bereichen anzutreffen.

## Belege